# 大阪リハビリテーション専門学校
大阪リハビリテーション専門学校（おおさかリハビリテーションせんもんがっこう）は、学校法人福田学園が運営する大阪市北区にある夜間3年制の専修学校。略称はOCR。
理学療法士・作業療法士の養成校。夜間3年間で国家試験の受験資格の取得を実現しているので、慟きながら学ぶことができる。また、資格取得後、即戦力として臨床の現場に立てるよう、学校全体で学習を支援している。
理学療法・作業療法のプロとしての技術・心を鍛え、磨く学校である。
昼間は、同じ学校法人福田学園の大阪保健医療大学2号館として建物を兼用している。

## 沿革
- 1998年－学校法人福田学園理事会にて、理学療法士・作業療法士・言語聴覚士養成施設の設置が決定。
- 1999年－大阪リハビリテーション専門学校として理学療法士・作業療法士養成施設設置計画書が承認。大阪リハビリテーション専門学校として言語聴覚士養成所設置計画書が承認。
- 2000年－初代校長に中馬一郎が就任。厚生省（現厚生労働省）より理学療法士昼夜各40名、作業療法士昼夜各40名、言語聴覚士昼40名養成施設として指定を受ける。
- 2000年4月－理学療法学科・作業療法学科I・II部、言語聴覚学科I部を開校
- 2002年2月－医療専門課程　言語聴覚学科の卒業生に「専門士」称号付与認定
- 2004年2月－医療専門課程　理学療法学科I・II部、作業療法学科I・II部の卒業生に「専門士」称号付与認定
- 2004年4月－第2代校長に小野啓郎が就任
- 2005年12月－医療専門課程　理学療法学科I部、作業療法学科I部の卒業生に「高度専門士」称号付与認定
- 2006年6月－医療専門課程　理学療法学科II部、作業療法学科II部の卒業生に「高度専門士」称号付与認定
- 2008年4月－第3代校長に西村敦が就任
- 2009年4月－大阪保健医療大学設立に伴い校名を大阪保健医療大学付属大阪リハビリテーション専門学校に変更し、学科を改編
- 2012年4月－第4代校長に井上悟が就任
- 2013年4月－第5代校長に越智久雄が就任
- 2025年4月－第6代校長に福田益和が就任

## 学科
- 理学療法学科　夜間　3年制（平成23年度～）
- 作業療法学科　夜間　3年制（平成25年度～）

　（言語聴覚学科は大阪保健医療大学に設置）

## 交通

### 最寄り駅
- 天満橋駅（京阪本線・Osaka Metro谷町線）
- 大阪天満宮駅（JR東西線）
- 南森町駅（Osaka Metro谷町線・堺筋線）

## 系列校
- 大阪保健医療大学
- 大阪工業技術専門学校